# Louw Hoogland
Louw Jan Hoogland (Sint Annaparochie, 30 augustus 1931 – Nuth, 4 januari 2017) was een Nederlands politicus van de PvdA.
Hij werd geboren als zoon van Jan Hoogland (1896-1980) die toen landbouwer was, maar die later voor de PvdA onder andere in de Eerste Kamer heeft gezeten. Zelf behaalde hij in 1952 zijn hbs-diploma in Hoogezand bij het Instituut Hommes en vervulde daarna zijn militaire dienstplicht, waar hij afzwaaide als reserve tweede luitenant van de Luchtmacht. Vervolgens deed hij nog twee jaar de Hogere Landbouwschool in Groningen waarna hij ging werken op de boerderij in Sint Annaparochie waar hij geboren was. Daarnaast was hij vanaf 1964 in de rang van kapitein werkzaam als hoofd van het kantoor inlichtingen en veiligheid op de Vliegbasis Leeuwarden. Bovendien was hij in navolging van zijn vader politiek actief. In 1962 kwam hij in de gemeenteraad van het Bildt en vanaf 1966 was hij daar fractievoorzitter.
In juni 1969 werd Hoogland de burgemeester van Terschelling. In november 1975 volgde zijn benoeming tot burgemeester van de Limburgse gemeente Brunssum en was daarmee de eerste PvdA-burgemeester in die provincie. Op 1 november 1991 ging hij daar vervroegd met pensioen. Later die maand werd Hoogland waarnemend burgemeester van Vaals, wat hij maar kort bleef, want in maart 1992 werd John van Dijk daar tot burgemeester benoemd.
In 1996 werd Hoogland vervolgd voor corruptie, maar in hoger beroep vrijgesproken. Hij werd wel veroordeeld tot  een boete voor verboden wapenbezit vanwege het bezit van een antiek geweer.
Hoogland overleed begin 2017 op 85-jarige leeftijd.